# El rey de California
El rey de California es una comedia dramática de 2007, protagonizada por Evan Rachel Wood y Michael Douglas.
Es la primera película como director del guionista Mike Cahill.

## Argumento
Miranda es una chica de dieciséis años que ha aprendido a mantenerse y vivir sola, engañando a los servicios sociales, a la familia que iba a acogerla y a su propia madre, que abandonó a Miranda y a su padre cuando era pequeña. Conserva la casa familiar, en un suburbio de Santa Clarita, en Los Ángeles, California. Trabaja en un McDonald y, a pesar de haber dejado la escuela, no tener amistades y una vida precaria, es feliz.
Todo cambia en cuanto Charlie, su padre, es dado de alta en la institución mental en la que había estado recluido durante dos años. Charlie, exmúsico, tiene una personalidad notablemente infantil, despreocupado e irresponsable, lo que invirtió los papeles de padre e hija e hizo que Miranda madurase aceleradamente, por lo que la vuelta e Charlie resulta un torbellino en la vida tranquila y ordenada que se ha labrado su hija.
Charlie está obsesionado con un tesoro español que asegura debe estar enterrado en las cercanías. Durante su reclusión, leyó en la biblioteca el diario de un sacerdote español que narraba los pasos de su expedición hasta que desaparecieron. También leyó otros libros relacionados y consultó varias bases históricas en internet.
Miranda termina por ceder y le sigue la corriente a su padre, que trata de recrear la ruta del grupo español. Sorprendentemente, van encontrando lo que parecen pistas que terminan llevándolos a unos grandes almacenes y determinar que el tesoro está en una cueva subterránea bajo su suelo, en un punto determinado. Charlie convence a Miranda para que deje su trabajo y comience a trabajar en los almacenes para poder urdir un plan.
Charlie recurre a su único amigo, Pepper, músico retirado y exconvicto, para que los ayude y los tres proceden a colarse en los almacenes de noche. Pepper se queda vigilando mientras padre e hija comienzan a excavar con las herramientas de construcción que hay a la venta en los propios almacenes. Una patrulla de policía llega al lugar, Pepper trata de distraerlos y para que no descubran a sus amigos huye en su moto para que lo persigan, pero finalmente lo alcanzan y al encontrar su radio descubren que los almacenes están siendo asaltados.
Mientras, padre e hija han descubierto una corriente de agua subterránea y Charlie no duda en equiparse con equipo de buceo de los almacenes y sumergirse. La policía llega y Miranda se golpea quedando inconsciente. Charlie parece haber descubierto algo y, al encontrarse aquella situación, parece esconder algo pesado y ata a Miranda que recupera el sentido. Charlie le guarda un papel en el bolsillo y le dice que cuente a la policía que la obligó a hacerlo todo. Luego vuelve a sumergirse por el resto del tesoro, pero al llegar la policía, el agujero se derrumba quedando taponado.
Días después, Miranda vuelve a los almacenes con el papel que le había dejado su padre, que resulta ser la referencia de un lavavajillas específico. La chica conduce hasta la playa y allí abre el maletero y también el lavavajillas, que contiene parte del tesoro.

## Reparto principal
- Evan Rachel Wood como Miranda.
- Michael Douglas como Charlie.
- Willis Burks II como Pepper.
- Laura Kachergus como Rita.
- Paul Lieber como Doug.
- Ashley Greene como clienta en el McDonald.

## Producción
La película se rodó en treinta y un días en un clima distendido en el que Douglas no paró de hacer reír a todo el equipo.